# マヌ・バジェホ
マヌ・バジェホ（Manu Vallejo，1997年2月14日 - ）は、スペイン・アンダルシア州カディス県チクラーナ・デ・ラ・フロンテーラ出身のサッカー選手。ラシン・フェロル所属。ポジションはフォワード。

## クラブ経歴
アンダルシア州カディス県出身で、カディスCFのユースチームに加入した。Bチームに登録されると、2015年1月25日のアトレティコ・サンルケーニョCF戦でプロデビューを果たした。5月17日、CDマイレナ戦でプロ初ゴールを挙げた。10月18日、CDローダ戦でハットトリックを達成し、このシーズンは23ゴールを挙げた。
2016年1月23日、コパ・デル・レイのセルタ・デ・ビーゴ戦でトップチーム初出場を果たした。2017年10月28日、ラージョ・バジェカーノ戦に途中出場しセグンダ・ディビシオン初出場を果たした。
2018年7月24日、クラブとの契約を2021年まで更新し、8月にさらに契約延長を行って正式にトップチームに昇格した。9月12日、コパ・デル・レイのCDテネリフェ戦でトップチームでの初ゴールを挙げた。10月27日、CDルーゴ戦で同点ゴールを挙げ、このゴールがトップチームでのリーグ戦初ゴールとなった。12月20日、契約を2023年まで延長した。
2019年2月7日、バレンシアCFはカディスとのバジェホの移籍に関して合意したことを発表した。2019年6月まではカディスCFにレンタルの形で残留した。2019年9月2日にティエリー・コレイアがバレンシアに加入したため、背番号を2番から15番に変更した。
2019年9月28日、アスレティック・ビルバオ戦にマキシ・ゴメスとの交代で途中出場し、ラ・リーガ初出場を果たした。11月5日、リール戦にイ・ガンインとの交代で途中出場してチャンピオンリーグデビューを果たした。12月21日、レアル・バリャドリード戦でバレンシアでの初ゴールを挙げた。
2022年1月31日、デポルティーボ・アラベスにシーズン終了までのレンタル移籍が発表された。
2022年9月1日、バレンシアを退団した後、1部リーグに昇格したジローナFCに3年契約で加入した。
2023年1月27日、2022-23シーズン終了までセグンダ・ディビシオンのレアル・オビエドへレンタル移籍することが決定した
2023年8月23日、レアル・サラゴサにレンタル移籍した。
2024年8月20日、ラシン・フェロルに移籍した。

## 人物・エピソード
父のハビ・バジェホもサッカー選手。